# Myrrhidendron glaucescens
Myrrhidendron glaucescens là một loài thực vật có hoa trong họ Hoa tán. Loài này được (Benth.) J.M. Coult. & Rose mô tả khoa học đầu tiên năm 1927.